# Ocynectes maschalis
Ocynectes maschalis är en fiskart som beskrevs av Jordan och Starks, 1904. Ocynectes maschalis ingår i släktet Ocynectes och familjen simpor. Inga underarter finns listade i Catalogue of Life.